# Заложница на съдбата
Заложница на съдбата (на испански: Acorralada) е теленовела на испански език, създадена през 2007 г. от компанията „Venevision International“ в Маями, Флорида, САЩ.

## Сюжет
Болка, разруха и нещастие бележат живота на три жени, жертви на едно семейство – известно, но безчувствено, което ги разделя и осъжда на нещастие.
Федора е разбита, след загубата на двете си деца и влиза в затвора по вина на семейство Ирасабал. Сега, няколко години по-късно и след като е излежала присъдата си, единственото, което таи в сърцето си е желание за отмъщение.
Докато Федора е в затвора, Диана и Габи растат с убеждението, че майка им е мъртва. По стечение на обстоятелствата, едната се влюбва в Максимилиано, член на семейство Ирасабал. Чужди на болката, която това семейство е предизвикало в живота им, те планират общото си бъдеще и са готови да се противопоставят на съдбата, която явно иска да ги раздели.
Федора излиза от затвора и се опитва да си върне дъщерите. За това, тя започва да работи в нощен бар под името „La Gaviota“ (Чайка) и става приятелка с Габи, докато Диана, без да знае това, все повече се сближава със семейството, което е разбило нейното собствено.
Три жени, които са готови да обърнат късмета си и семейство, изпълнено с толкова злоба, за да предизвика омраза.

## Участват
- Соня Смит (Sonya Smith) – Федора / „Чайката“ Гарсес Ледесма
- Алехандра Ласкано (Alejandra Lazcano) – Диана Сориано
- Давид Сепеда (David Zepeda) – Максимилиано Ирасабал
- Марица Родригес (Maritza Rodríguez) – Марфил \ Дебора
- Юл Бюркле (Yul Bürkle) – Андрес Давила
- Франсес Ондивиела (Frances Ondiviela) – Октавия Ирасабал
- Алисия Пласа (Alicia Plaza) – Бруна Перес
- Роберто Матеос (Roberto Mateos) – Пако Васкес
- Хорхе Луис Пила (Jorge Luis Pila) – Диего Суарез
- Вирна Флорес (Virna Flores) – Камила Линарес
- Мариана Торес (Mariana Torres) – Габи „Габриела“ Сориано
- Елизабет Гутиерес (Elizabeth Gutierrez) – Паола Ирасабал
- Уилям Леви (William Levy) – Лари Ирасабал
- Марица Бустаманте (Maritza Bustamante) – Карамело Васкес
- Офелия Кано (Ofelia Cano) – Йоланда Аларкон
- Орландо Фундичели (Orlando Fundichely) – Игнасио Монтиел
- Хулиан Хил (Julián Gil) – Панчолон
- Нелида Понсе (Nelida Ponce) – Мигелина Сориано
- Лианет Борего (Liannet Borrego) – Нанси
- Диана Осорио (Diana Osorio) – Пилар

## „Заложница на съдбата“ в България
Теленовелата започва в България на 29 декември 2009 г. по Диема Фемили всеки делничен ден по два епизода от 16.15 часа, с повторения от 02.45 часа. Приключва на 5 май 2010 г. Дублажът е на студио Медиа Линк. Ролите се озвучават от артистите Светлана Смолева, Петя Миладинова, Виктория Буреш, Росен Плосков и Стефан Сърчаджиев-Съра.